# Farbio GTS
Farbio GTS – sportowy samochód osobowy produkowany przez brytyjską firmę Farboud. Dostępny jako 2-drzwiowe coupé. Do napędu użyto silnika V6 o pojemności trzech litrów. Moc przenoszona była na oś tylną poprzez 6-biegową manualną skrzynię biegów.

## Dane techniczne

### Silnik
- V6 3,0 l (2968 cm³), 4 zawory na cylinder, DOHC
- Średnica × skok tłoka: 89,00 mm × 79,50 mm
- Moc maksymalna: 279 / 360 KM (205,1 / 264,7 kW)
- Maksymalny moment obrotowy: b/d